# Weniamin Jakowlewitsch Bogoljubow
Weniamin Jakowlewitsch Bogoljubow (russisch Вениамин Яковлевич Боголюбов; * 25. Novemberjul. / 7. Dezember 1895greg. in Zarskoje Selo; † 28. Juni 1954 in Leningrad) war ein russisch-sowjetischer Bildhauer.

## Leben
Bogoljubows Vater Generalmajor Jakow Petrowitsch Bogoljubow (1858–1909) diente in der Artillerie-Hauptverwaltung und in der St. Petersburger Patronenfabrik. Bogoljubow kam in das Kaiserliche Marine-Kadettenkorps und gehörte zum letzten Abgangsjahrgang 1916 wie auch der spätere Botaniker Sergei Golizyn. Nach der Oktoberrevolution diente Bogoljubow 1917–1927 in der Baltischen Flotte.
Mit der Bildhauerei beschäftigte sich Bogoljubow in Kronstadt seit 1923 unter der Leitung Wsewolod Lischews. 1924 kam Gawriil Schulz hinzu, dessen Bruder Michail Alexandrowitsch Schulz (1896–1954) ein Klassenkamerad Bogoljubows im Marine-Kadettenkorps und Vater des späteren Physikochemikers Michail Schulz war. Ab 1926 studierte Bogoljubow am WChUTEIN (bis 1918 Kaiserlichen Akademie der Künste) bei Wassili Simonow und Robert Bach. Die Aspirantur bei Wsewolod Lischew und Alexander Matwejew schloss Bogoljubow 1930 ab.
Ab 1929 arbeitete Bogoljubow mit dem Bildhauer Wladimir Ingal zusammen. Ihre erste gemeinsame Arbeit war eine Ordschonikidse-Statue (1935–1937). Weitere gemeinsame Arbeiten folgten, darunter die Komposition Stalin und das Mädchen (1939) für den Pavillon der Tadschikischen Sozialistischen Sowjetrepublik auf der Allunionslandwirtschaftsausstellung in Moskau.
Während des Deutsch-Sowjetischen Kriegs blieb Bogoljubow im blockierten Leningrad und beteiligte sich an der Tarnung der Stadt. Er war Mitglied der von Nikolai Tomski geleiteten Bildhauer-Brigade, die Agitprop-Reliefs anfertigte. Mit Wera Issajewa, Michail Baburin u. a. erstellte er die Wandskulptur Für die Heimat! (6 × 5 m²) an der Staatlichen Öffentlichen Bibliothek am Newski-Prospekt. Mit Issajewa u. a. wurde Bogoljubow von der Union der Künstler zur Partisanenbasis der Leningrader Front geschickt.
Bogoljubow starb am 28. Juni 1954 in Leningrad und wurde auf dem Wolkowo-Friedhof an den Literatenbrücken begraben. Das Grabdenkmal schuf Issajewa 1955 mit dem Architekten Modest Schepilewski.

## Ehrungen, Preise
- Stalinpreis II. Klasse (1941 mit Wladimir Ingal) für die Ordscbonikidse-Statue (1937)[1]

## Werke (Auswahl)

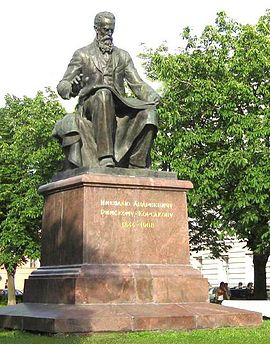
Rimski-Korsakow-Denkmal (1952 mit Wladimir Ingal, Modest Schepilewski) am Sankt Petersburger Konservatorium
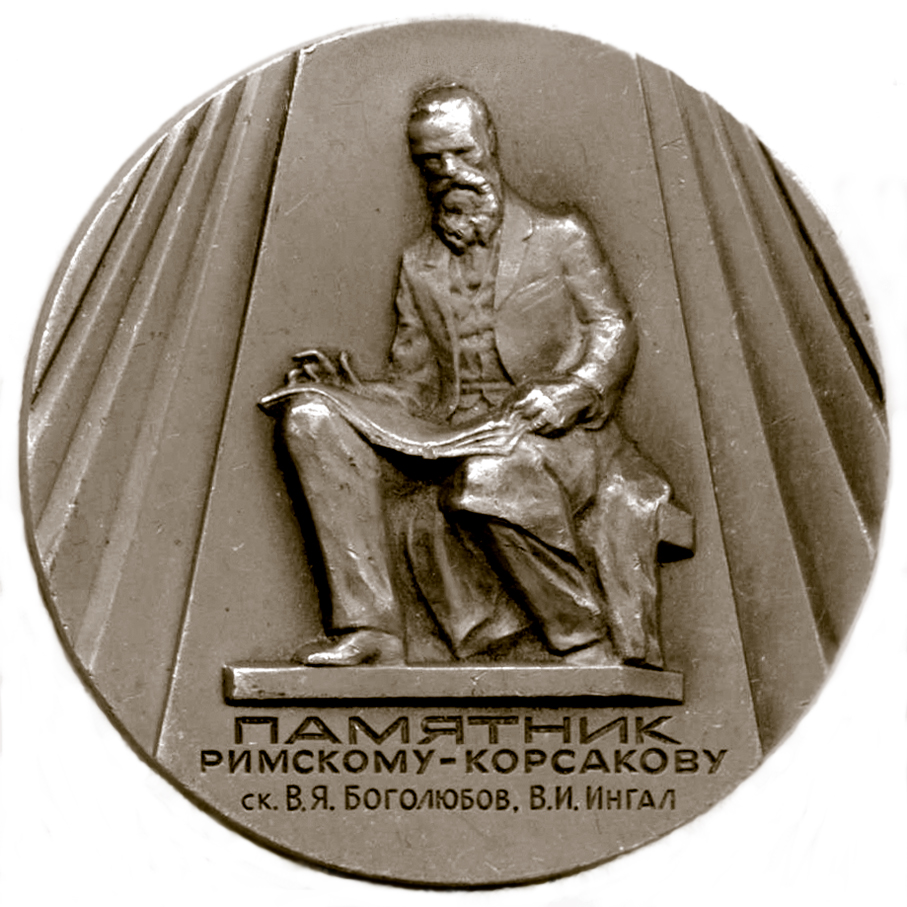
Rimski-Korsakow-Gedenkmedaille (mit Wladimir Ingal)